# Daohugoupterus
Daohugoupterus delicatus
Genre
Espèce
Daohugoupterus est un  genre fossile de ptérosaures non-Pterodactyloidea incertae sedis.
Un seul fossile est connu. Il a été découvert dans les bancs de Daohugou près du village de Daohugou dans la formation de Tiaojishan dans la province chinoise de Mongolie-Intérieure dans le nord du pays. Ces bancs sont datés de la fin du Jurassique moyen il y a environ 164 ± 4 Ma (millions d'années),. La faune qu'il renferme constitue le biote de Yanliao.
Une seule espèce est rattachée au genre, Daohugoupterus delicatus, décrite en 2014 par Xin Cheng, Xiaolin Wang, Shunxing Jiang et Alexander W.A. Kellner.

## Découverte
Il s'agit d'un spécimen unique, représenté par un squelette partiel comprimé avec des empreintes de tissus mous. Le spécimen est répertorié sous la référence IVPP V12537. Il comprend une partie du torse et de la ceinture pectorale, l'humérus gauche, les deux coracoïdes, l'omoplate droite, la plaque sternale, des vertèbres du cou, des vertèbres dorsales et une partie du crâne et de la mandibule.

## Description
Daohugoupterus est un petit ptérosaure. Son humérus mesure environ 4,2 centimètres de long.
Deux traits caractéristiques pouvant être considérés comme de possibles autapomorphies ont été décrits :
- les os nasaux s'étendent profondément aux dépens des os frontaux ;
- le sternum est large, environ 2,5 fois plus large que long.

## Classification
Les vertèbres cervicales courtes, la présence de côtes cervicales et la morphologie de l'humérus avec une crête delto-pectorale quadrangulaire indiquent que Daohugoupterus est un ptérosaure relativement basal, en dehors des Pterodactyloidea. Il a été placé comme un ptérosaure incertae sedis.
Le nom valide complet (avec auteur) de ce taxon est Daohugoupterus Cheng (d), Wang (d), Jiang (d) & Kellner, 2015,.

### Étymologie
Le nom générique, Daohugoupterus, est la combinaison du village de Daohugou, où les restes fossiles ont été découverts, et du πτερόν (pterón), « aile ».
L'épithète spécifique, du latin delicatus, « small », fait référence au corps de cette espèce qui est petit et délicat.

### Publication originale
- [2015] (en) Xin Cheng, Xiaolin Wang, Shunxing Jiang et Alexander W.A. Kellner, « Short note on a non-pterodactyloid pterosaur from Upper Jurassic deposits of Inner Mongolia, China », Historical Biology: An International Journal of Paleobiology, vol. 27, no 6,‎ 2014, p. 749–754 (DOI 10.1080/08912963.2014.974038).